# 1901 ve fotografii
Tento článek obsahuje významné fotografické události v roce 1901.

## Události
- Arthur Eichengrün vynalezl nehořlavou filmovou podložku
- Kodak uvedl na trh svůj svitkový film
- V Kyjevě byla založena Kyjevská společnost amatérských fotografů Daguerre

## Narození v roce 1901
- 2. ledna – Nadžíb Albina, vedoucí fotograf Palestinského archeologického muzea († 23. července 1983)
- 1. dubna – Jan Lauschmann, český chemik a fotograf († 1. ledna 1991)
- 7. června – Pierre Ichac, francouzský fotograf († ?)
- 26. června – Spencer Harry Gilbee Digby, novozélandský fotograf († 22. června 1995)
- 10. července – Hélène Roger-Viollet, fotožurnalistka, založila agenturu Roger-Viollet († ?)
- 13. srpna – Frank Powolny, americký hollywoodský fotograf českého původu (†  5. ledna 1986)
- 14. srpna – Paul Senn, švýcarský fotograf († ?)
- 14. srpna – Lucien Aigner, maďarský fotograf († 29. března 1999)
- 15. srpna – Jindřich Hatlák, český fotograf († 28. října 1977)
- 29. srpna – Milton Brooks, americký fotograf, držitel Pulitzerovy ceny (†  3. září 1956)
- 10. listopadu – Lisette Modelová, americká fotografka († 30. března 1983)
- 6. prosince – Eliot Porter, americký fotograf přírody († 2. listopadu 1990)
- 9. prosince – Carlotta Corpronová, americká fotografka a průkopnice americké abstraktní fotografie a propagátorka výtvarné školy Bauhaus v Texasu († 17. dubna 1988)
- 11. prosince – Tonny Vlaanderen, nizozemská fotografka působící ve dvojici Dames Vlaanderen v Alkmaaru († 31. července 1993)
- 12. prosince – Ihei Kimura, japonský fotograf († 31. května 1974)
- 17. prosince – Wilhelm Castelli, německý fotograf architektury († 29. května 1984)
- ? – Šótaró Adači, japonský fotograf († 1995)
- ? – Armand, arménský fotograf se sídlem v Egyptě († 1963)
- ? – Abraham Guillén, peruánský fotograf a historik fotografie, který se specializoval na vědecké zaznamenávání kulturního dědictví (16. března 1901 – 1985)

## Úmrtí v roce 1901
- 19. ledna – Mette Tønnes Geelmuydenová, norská učitelka a fotografka, provozovala fotografické studio v Kortpilsmugetu od roku 1863 do roku 1866 (* 16. února 1830)
- 21. února – Henry Peach Robinson, anglický fotograf (* 9. července 1830)
- 6. března – John Jabez Edwin Mayall, anglický portrétní fotograf (* 17. září 1813)
- 6. března – Christoffer Gade Rude, norský fotograf (* 26. dubna 1839)
- 26. června – Emil Hohlenberg, dánský důstojník a dvorní portrétní fotograf (* 14. srpna 1841)
- 27. června – Adolf Pech, český malíř a fotograf, bratr básnířky Elišky Krásnohorské (* 20. června 1839)
- 7. srpna – Josiah Johnson Hawes, americký fotograf (* 20. února 1808)
- 28. listopadu – Ludvig Grundtvig, dánský fotograf a malíř (* 1. května 1836)
- 6. prosince – Bertha Wehnert-Beckmann, německá fotografka (* 25. ledna 1815)
- 10. prosince – Dorothy Catherine Draper, první žena na fotografii (* 6. srpna 1807)
- ? – Guido Boggiani, malíř a fotograf (* 25. září 1861)
- ? – Édouard Isidore Buguet, francouzský fotograf (* 1840)